# 鹿港泉郊會
鹿港泉郊會，西元1784年（清乾隆49年）創立於鹿港，是清治時期鹿港的鹿港八郊之首，性質不同於其他一般同鄉會，主要做為福建泉州來臺經商的同鄉聯誼會，並使用會員所繳費用辦理同鄉同業救濟事業之用。 有訂定規約，如規定抽取商船貨額百分之一比例銀元作公費、船進口時於如欲越港，務必到館預先聲明等規範。

## 沿革
日治時期因禁止與大陸貿易，港口也因淤積停擺，因此該會遂改為辦理地方恤貧救濟等慈善事業，並於西元1938年（昭和13年），更名為「財團法人鹿港金長順善鄰會」。戰後，西元1948年（民國37年）改稱「財團法人鹿港金長順善鄰會」，後又於西元1951年（民國40年）改組為「私立鹿港泉郊救濟院」，除經辦原有的恤貧救濟事業，也附設醫療院所，以回應偏鄉民眾需求，經營慈善公益事業至今。

## 歷史文物
泉郊會因是鹿港八郊之首，加上一直以來對於公益事業不遺餘力，於嘉慶十一年五月獲頒「海濱領袖」的匾額，現今仍懸掛於廳堂之中。